# Mercato/Il naittaro
Mercato/Il naittaro è un singolo del cantautore Ricky Tamaca pubblicato nel 1981.

## Descrizione
Il disco (pubblicato nel 1981 con l'etichetta discografica Global Records and Tapes) include due canzoni caratteristiche. La prima traccia intitolata Mercato (scritta e composta anche con Pinuccio Pirazzoli) parla degli aspetti estremi del mondo del mercato mentre la seconda traccia intitolata Il naittaro (scritta e composta insieme a Pupo) è una parola inventata dallo stesso Tamaca, il quale vuole evidenziare la potenza della fantasia. Entrambe le tracce sono racchiuse nel secondo album intitolato Ricky Tamaca.

## Tracce
1. Mercato - 3:25 (P.Pirazzoli, S.Fossati, R.Tammaccaro)
2. Il naittaro - 3:30 (E.Ghinazzi, R.Tammaccaro)